# Hörmanshofen
Hörmanshofen ist ein Ortsteil der oberschwäbischen Gemeinde Biessenhofen im Landkreis Ostallgäu in Bayern.
Das Kirchdorf grenzt südlich an Biessenhofen und liegt zwischen Wertach und Geltnach auf der Gemarkung Altdorf. Hörmanshofen liegt nahe der Mündung der Geltnach in die Wertach. Direkt am Dorf liegt der Ottilienberg, geologisch ein liegengebliebener Molassekern, der die einzige Erhebung im Altdorfer Tal darstellt. Auf dem Berg stehen die 1433 erstmals genannte Wallfahrtskirche St. Ottilia, ein Bauernhof sowie eine im Volksmund „Brünnele“ genannte Fünf-Wunden-Kapelle mit wundertätiger Quelle. Nicht mehr vorhanden sind ein vermutlich im 16. Jahrhundert auf dem Berg erbautes Schloss sowie eine 1803 abgerissene Sebastianskapelle in der Nähe der Fünf-Wunden-Kapelle.

## Geschichte
Hörmanshofen erscheint erstmals 1317 als Hermanzhofen in einer Urkunde mit Bezug auf das Kaufbeurer Spital. 1574 geht der Besitz an den Ortsherrn Marquard von Benzenau über.

## Baudenkmäler
Siehe auch: Baudenkmäler in Hörmanshofen
- Kapelle Fünf-Wunden
- Katholische Filial- und Wallfahrtskirche St. Ottilia

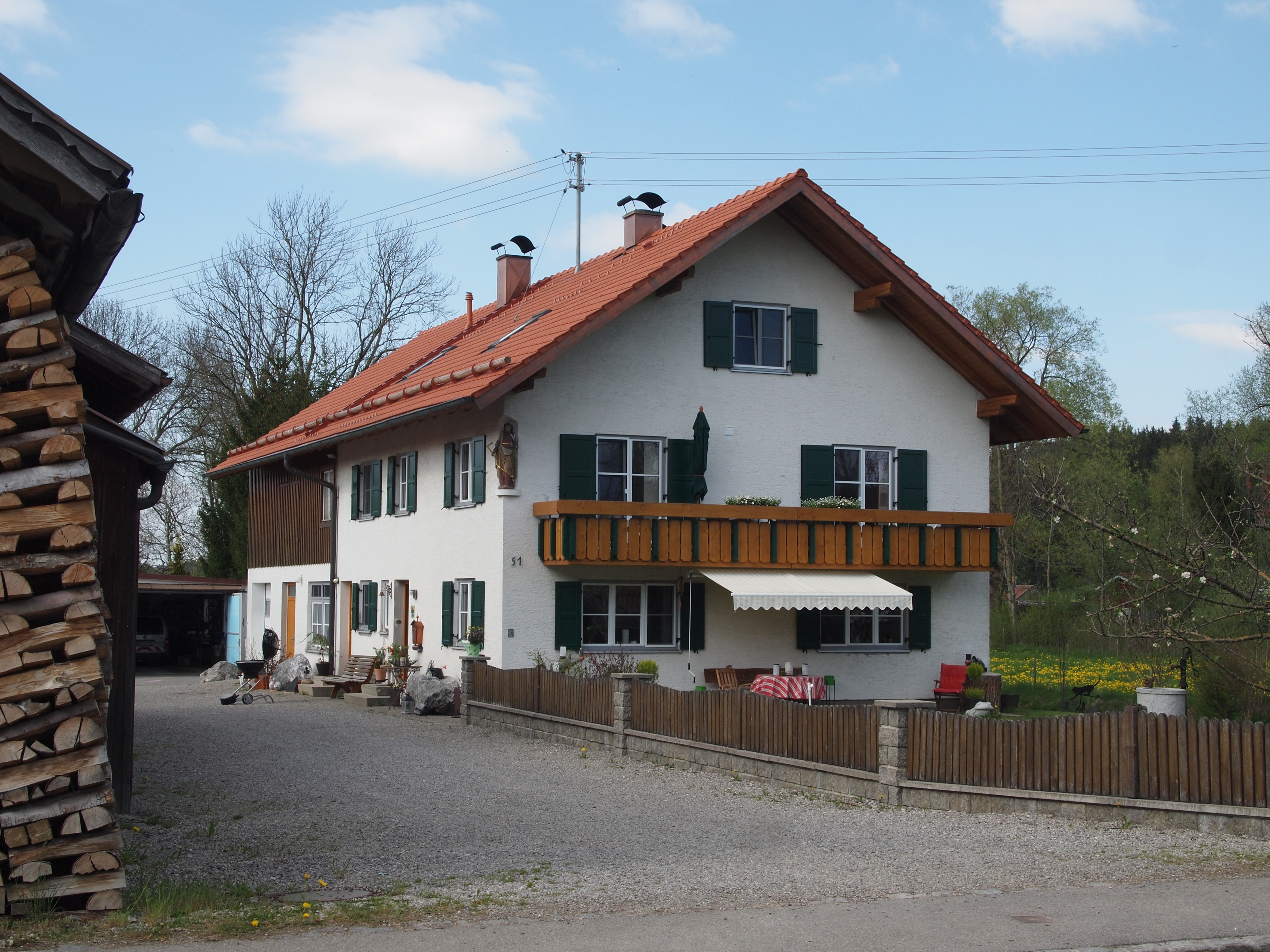
Haus in Hörmannshofen
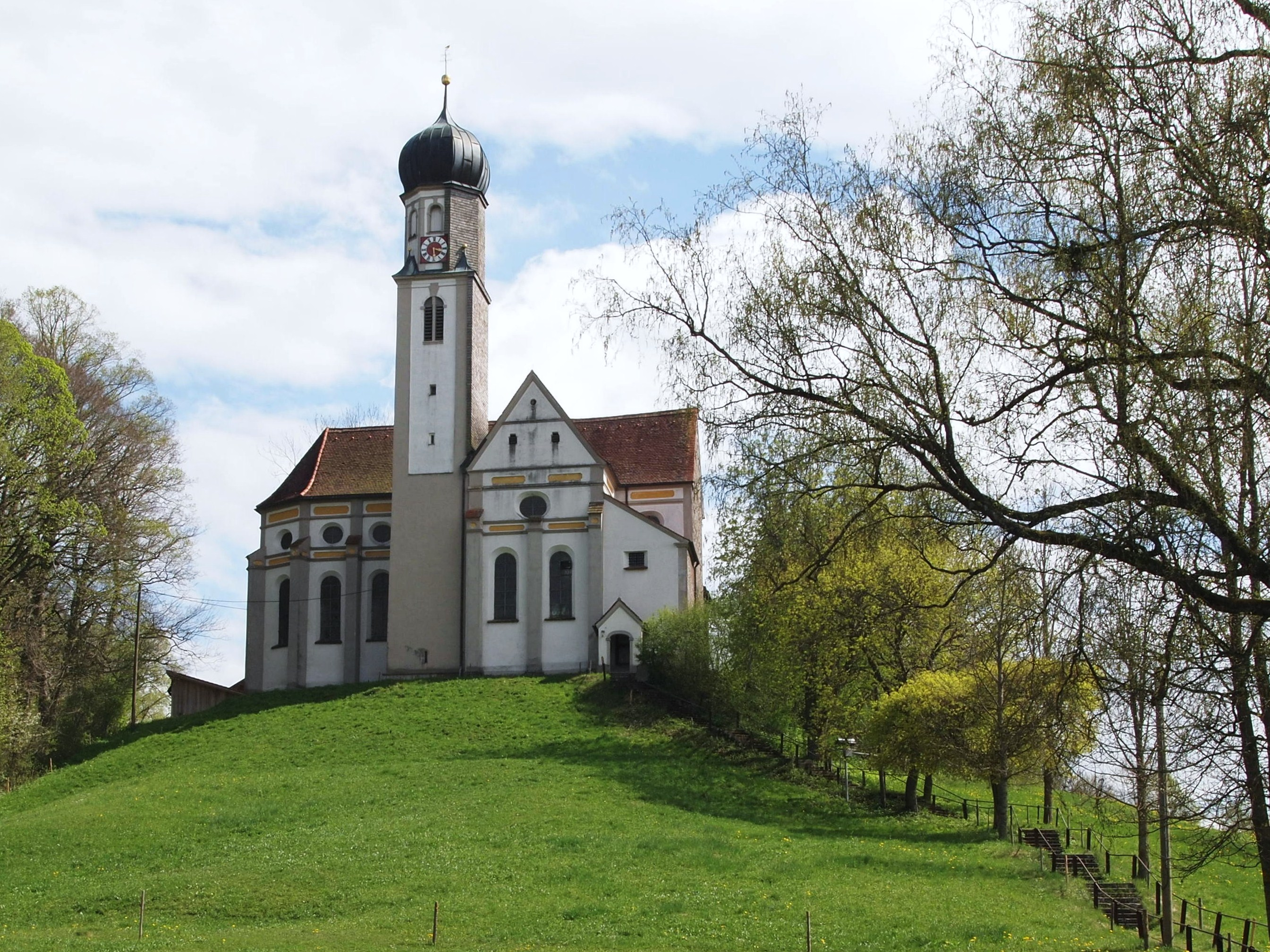
Ottilienberg mit Kirche
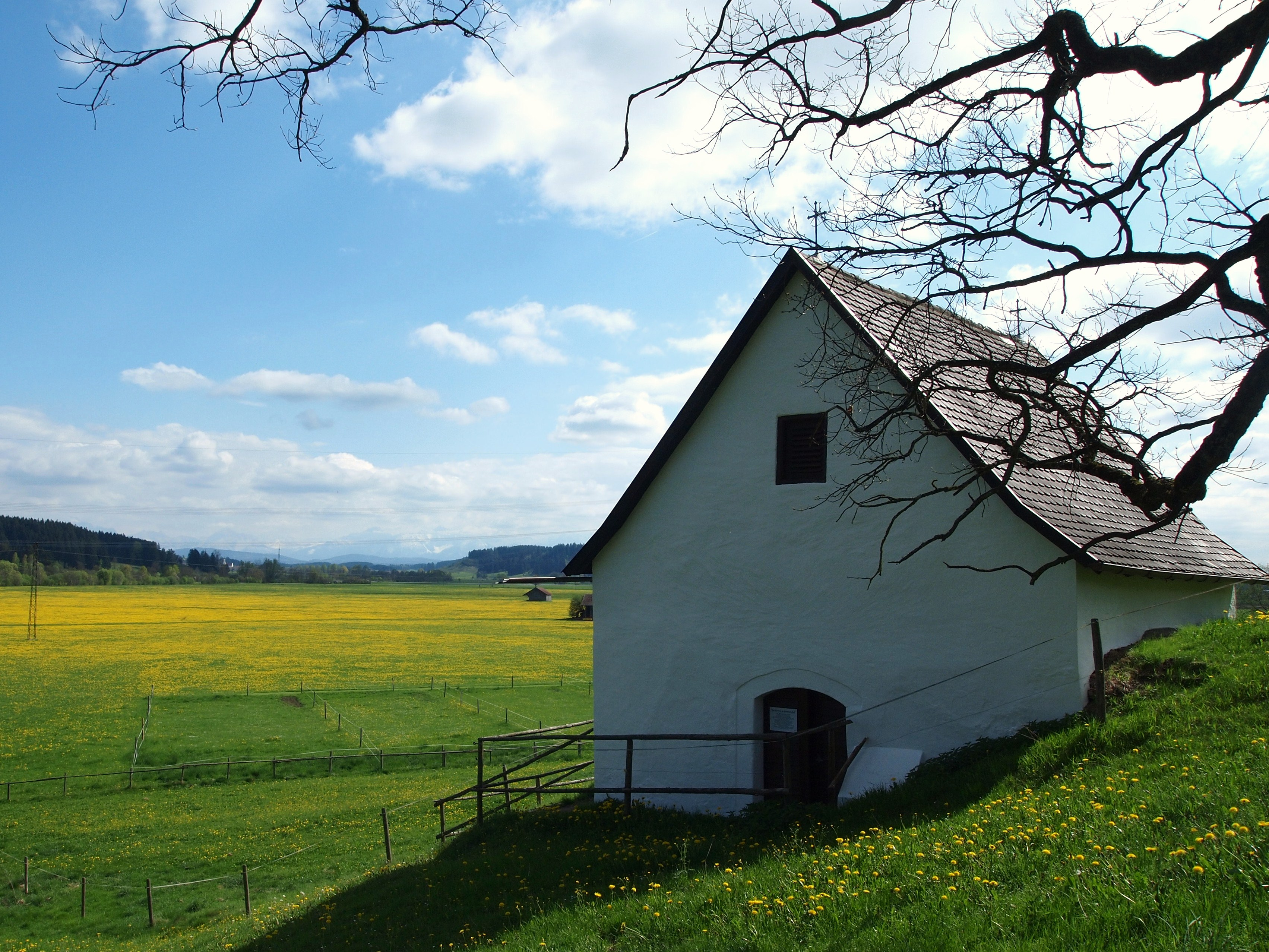
Fünf-Wunden-Kapelle mit Bergblick vom Ottilienberg